# Parorgerius alluaudi
Parorgerius alluaudi är en insektsart som först beskrevs av De Bergevin 1922.  Parorgerius alluaudi ingår i släktet Parorgerius och familjen Dictyopharidae. Inga underarter finns listade i Catalogue of Life.